# Deutsche Beachhandball-Meisterschaften 2016
Die Deutsche Beachhandball-Meisterschaft 2016 waren einschließlich der fünf inoffiziellen Titelkämpfe die 21. Meisterschaften im Beachhandball. Sie wurde vom Deutschen Handballbund (DHB) ausgerichtet.
Die Teilnehmer der Meisterschaft qualifizierten sich dafür über eine vorgeschaltete Reihe von Turnieren, der Deutschen Beachhandball Tour, in der je nach Erfolgen Punkte gesammelt werden konnten. Am Ende qualifizierten sich neun Frauen- und zehn Männermannschaften für die Spiele vom 5. bis 7. August des Jahres. Austragungsort war das erste Mal die Anlage BeachMitte in Berlin-Mitte. Die Mannschaften wurden auf Fünfergruppen, beziehungsweise auch eine Vierergruppe bei den Frauen, aufgeteilt. Die besten vier Platzierten jeder Gruppe qualifizierten sich für die Viertelfinals.
| Frauen Details | Berlin-Mitte BeachMitte | Brüder Ismaning        | 2:0 | Strandgeflüster Minden | CAIPIranhas Erlangen        | 2:0 | BonnBons            |
| Männer Details | Berlin-Mitte BeachMitte | BHC Sand Devils Minden |     | Nordlichter Bremen     | BHC Beach & Da Gang Münster | 2:0 | Sandelfen Burscheid |